# Ił-102
Ił-102 (ros. Ил-102) – radziecki samolot szturmowy.

## Historia
Pierwszy prototyp został oblatany 25 września 1982 r.
Próby fabryczne samolot odbył w 1984 i dały one wynik pozytywny, co zwykle otwierało drogę do produkcji seryjnej. Jednakże podstawowym wyposażeniem radzieckiego lotnictwa szturmowego był w latach 80. Su-25 i w dodatku radzieckie biuro konstrukcyjne przedstawiło już zmodernizowany wariant tego szturmowca, oznaczony Su-39, później nazwanym Su-25TM.
Władze radzieckie, kierując się zwyczajem budowania sprawdzonych typów samolotów, nie zdecydowały o rozpoczęciu produkcji seryjnej Iłów-102.
Zbudowano jedynie 2 prototypy.
- Uzbrojenie: 1 działko NU-102 kal. 30 mm pod kadłubem, 1 ruchome działko GSz-23 kal. 23 mm w ogonie samolotu. Na 6 węzłach uzbrojenia pod skrzydłami i 2 pod kadłubem istniała możliwość zainstalowania rakiet lub bomb lotniczych.

## Konstrukcja
Całkowicie metalowy, dwusilnikowy dwumiejscowy dolnopłat. Podwozie trójpodporowe z kołem przednim wciągane w locie. Napęd stanowiły dwa silniki turboodrzutowe RD-33I o ciągu 5200 kG każdy.